# Belligné

Localització de Belligné

Belligné (en bretó Belenieg) és un municipi francès, situat a la regió de país del Loira, al departament de Loira Atlàntic, que històricament va formar part de la Bretanya. L'any 2006 tenia 1.716 habitants. Limita amb Maumusson, Varades, La Chapelle-Saint-Sauveur i La Rouxière a Loira Atlàntic, i Freigné, La Cornuaille, Le Louroux-Béconnais i Saint Sigismond a Maine i Loira.

## Demografia
| 1962                                       | 1968  | 1975  | 1982  | 1990  | 1999  |
| ------------------------------------------ | ----- | ----- | ----- | ----- | ----- |
| 1.372                                      | 1.418 | 1.292 | 1.324 | 1.430 | 1.451 |
| Des de 1962: població sense dobles comptes |       |       |       |       |       |

## Administració
| Període | Identitat       | Partit           |
| ------- | --------------- | ---------------- |
| 2001-   | Étienne Foucher | RPR, després UMP |